# Barron megye
Barron megye az Amerikai Egyesült Államokban, azon belül Wisconsin államban található. Megyeszékhelye Barron, legnagyobb városa Rice Lake. Lakosainak száma 46 711 fő (2020. április 1.). Barron megye Washburn, Sawyer, Rusk, Chippewa, Dunn, Saint Croix, Polk és Burnett megyékkel határos.

## Népesség
A megye népességének változása:
| Lakosok száma | 45 845 | 45 941 | 45 791 | 45 676 | 45 563 | 46 711 |
|               | 2010   | 2011   | 2012   | 2013   | 2015   | 2020   |